# West-Abtspolder
De West-Abtspolder is een polder en voormalig waterschap in de gemeente Schiedam, in de Nederlandse provincie Zuid-Holland. Tot het waterschap behoorde ook het poldertje Polderenburg.
Het waterschap was verantwoordelijk voor de drooglegging en de waterhuishouding in de polder.
De polder grenst in het westen aan de Poldervaart. Het gebied wordt doorsneden door de Oude Lijn en de A20. Ook ligt het Prinses Beatrixpark in de West-Abtspolder.